# La pasión de Michelangelo
La pasión de Michelangelo è un film del 2013 diretto da Esteban Larraín che racconta l'evento di Miguel Ángel Poblete avvenuto nel 1983, in cui affermava di avere visioni della Vergine Maria nel comune cileno di Villa Alemana.

## Trama
Cile, 1983. Durante la dittatura militare, l'orfano quattordicenne Miguel Ángel Poblete inizia ad affermare di avere delle visioni della Vergine Maria, riuscendo ad attirare intorno a sé migliaia di seguaci. Quando la notizia si sparge a livello nazionale, la chiesa indaga sul caso e giunge alla conclusione che è tutta una manovra della dittatura per distogliere l'attenzione dalle prime proteste contro Augusto Pinochet. Per questo motivo, il vescovo di Valparaíso vieta di adorare la Vergine attraverso il ragazzo, ritenendolo falso e inappropriato. Alla fine, Michelangelo perde credibilità, seguaci e senso della ragione.
Nell'epilogo del film, si spiega che, dopo essere stato dimenticato dall'opinione pubblica, Miguel Ángel ha cambiato sesso, è diventato il leader di una setta religiosa ed infine è morto nel 2008.

## Riconoscimenti
- 2013 - Cyprus Film Days International Festival
  - Honorary Distinction Award
  - Candidatura Miglior film
- 2013 - Festróia - Tróia International Film Festival
  - Miglior film
  - Best Script
- 2013 - Guadalajara International Film Festival
  - Candidatura Miglior film
- 2013 - Málaga International Week of Fantastic Cinema
  - Miglior attore
  - Miglior regista
  - Menzione Speciale
- 2014 - Chileans Altazor Awards
  - Candidatura Miglior attore